# Candida atlantica
Candida atlantica är en svampart som först beskrevs av Siepmann, och fick sitt nu gällande namn av S.A. Mey. & Simione 1998. Candida atlantica ingår i släktet Candida, ordningen Saccharomycetales, klassen Saccharomycetes, divisionen sporsäcksvampar och riket svampar.   Inga underarter finns listade i Catalogue of Life.